# NHKアーカイブスポータル
NHKアーカイブスポータルは、日本放送協会に属する「NHK知財センター」が管理する公式サイトである。

## 概要
NHKアーカイブスが保存している番組や素材から、テーマなどでジャンル分けして再編集した映像・音源のクリップ（3-5分程度）を無料で視聴できる。
これまで放送してきた番組やニュース、地域の風景や風土、戦争や災害など歴史的に重要な事柄、人物ごとに出演した番組など、カテゴリーやテーマごとに頁が開かれる。
当初、複数のプロジェクトで進めていたアーカイブス関連のページを、NHKアーカイブスのポータルサイトとして整理・統合・連結を図っている。
また、NHKアーカイブスの映像を活用し、認知症の進行予防やうつ状態の改善につながる可能性があるといわれている回想法のためのライブラリーや、NHKのターニングポイントとなった番組の歴史をマンガやアニメで見ることができるページ、歴代の人気キャラクターや子ども番組をクイズやゲームで世代を越えて楽しめるページなど、映像資源を活用して視聴者サービスにも取り組んでいる。

## テーマ
NHK放送史
1925年（大正14年）のラジオ放送開始から90年に渡りNHKの各チャンネルで放送された番組から、約30000本のダイジェスト映像・音源。出演者、番組表、ジャンル、放送年、地域などから検索できる。
- 番組表から検索すると、リアルタイムで放送中の番組に関連する過去の番組がリストアップされる。
- 放送年で検索すると、主な番組と共に、その年に話題になったニュース映像も見ることができる。

その他、番組のジャンル、アクセス数のランキングなどからも検索することができる。
- 特集記事には、番組エピソードや舞台裏インタビューなどサイト独自に取材した記事が掲載されている。

過去の番組映像・音源はダイジェスト版だが、出演者の権利処理や映像・音源そのものが現存しないという理由で、視聴・聴取できない番組もある。またNHKオンデマンドで配信されている番組も配信されずリンク先を貼っているものがある。
2020年までは「NHK名作選 みのがしなつかし」であった。
動画で見るニッポンみちしる
NHK番組「新日本風土記」などから厳選した“日本の映像”。見たい動画を都道府県別のページや、テーマから検索できる。旅行先の下調べや、地域の歴史や文化を映像で見ることができ、学校教材としても活用されている。
NHK人物録
俳優、作家、学者などが出演した番組を、動画や画像などと共に紹介。50音順、人物名から検索できる。著作権等の権利許諾が受けられた人物から随時アップされている。故人のページには、生前のインタビューなど動画で見ることが出来る「あの人に会いたい」が随時更新されている。
NHK戦争証言アーカイブス
戦争体験者を取材した番組で集めた日本人の戦争体験を、体系的・総合的に整理し公開。戦争証言の背景を理解するための戦中戦後のニュース映画「日本ニュース」や「玉音放送」などの貴重な歴史的音源も聴くことができる。故人となった多くの著名人が戦争について語ったインタビューも動画で見ることができ、戦争を知らない世代に“戦争とはどういうものだったのか”を伝える資料として学校教材としても活用されている。
東日本大震災アーカイブス(NHK災害アーカイブス)
2011年（平成23年）3月11日の東日本大震災で被災した人々の証言、震災が発生したときのニュース映像や復興に関するニュースや教訓を活かすための情報などNHKが持つ震災にかかわる映像を公開。未曽有の大災害を風化させることがないように継続的に取材を続ける番組から随時情報を更新している。
NHKクリエイティブ・ライブラリー
ニュースや番組から切り出した素材5300本以上を表現・創作活動など「創作用素材」として自由に使うことができる。
NHKクロニクル
2007年（平成19年）2月1日より、NHKアーカイブスで保存されているテレビ番組の一部を掲載した一覧が、ウェブサイトで公開されることになった。これにより、番組公開ライブラリーで公開されているもの以外のテレビ番組の保存状況も知ることができるようになる。発表どおり、同日よりNHK放送番組記録 NHKアーカイブス保存番組検索として公開されている。その後2013年より放送番組表（番組の確定情報（番組編成）をまとめたもの、いわゆる確定番組表）をデータベース化し、検索できるようになった。NHKアーカイブスの保存番組と確定番組表の検索の2つがしばらく公開されていたが、2017年頃に公式ホームページのリニューアルにより番組表ヒストリー、保存番組に分割され2019年1月頃に保存番組については検索エンジンが消えできなくなった。番組表ヒストリーも2021年11月頃より放送日時のみの検索で番組名・番組情報によるキーワード検索はできなくなった。その後2022年5月頃よりキーワード検索が復活した。